# Zanthoxylum mollissimum
Zanthoxylum mollissimum är en vinruteväxtart som beskrevs av Percy Wilson. Zanthoxylum mollissimum ingår i släktet Zanthoxylum och familjen vinruteväxter. Inga underarter finns listade i Catalogue of Life.